# Пілішчаба
Пілішчаба (угор. Piliscsaba) —місто в центральній частині Угорщини, неподалік від Будапешта. Населення — 7466 осіб (2007). Місто відоме тим, що в ньому розташований факультет гуманітарних наук Католицького університету Петера Пазманя. У Пілішчабі провів більшу частину життя, помер і похований генерал Вілмош Надь.

## Географія і транспорт
Пілішчаба розташована в 24 км на північний захід від центру Будапешта. Місто оточують пагорби заввишки до 400 метрів, з півночі пагорби Піліш (за якими Пілішчаба отримала назву), з півдня — Будайські пагорби. Через місто проходить автодорога № 10 Будапешт — Дорог — Естергом і залізнична гілка Будапешт — Естергом. Також в місті є залізнична станція, час у дорозі на поїзді від Будапешта близько 50 хвилин.

## Пам'ятки
- Католицька барокова церква ордена клариссинок (1728).
- Протестантська церква (1939). Побудована за ініціативою Вілмоша Надя.
- Факультет гуманітарних наук Католицького університету Петера Пазманя.

## Міста-побратими
- Мьокмюль, Німеччина (2004)
- Велькі Лапаш, Словаччина (2004)
- Кераско, Італія (2005)

## Галерея

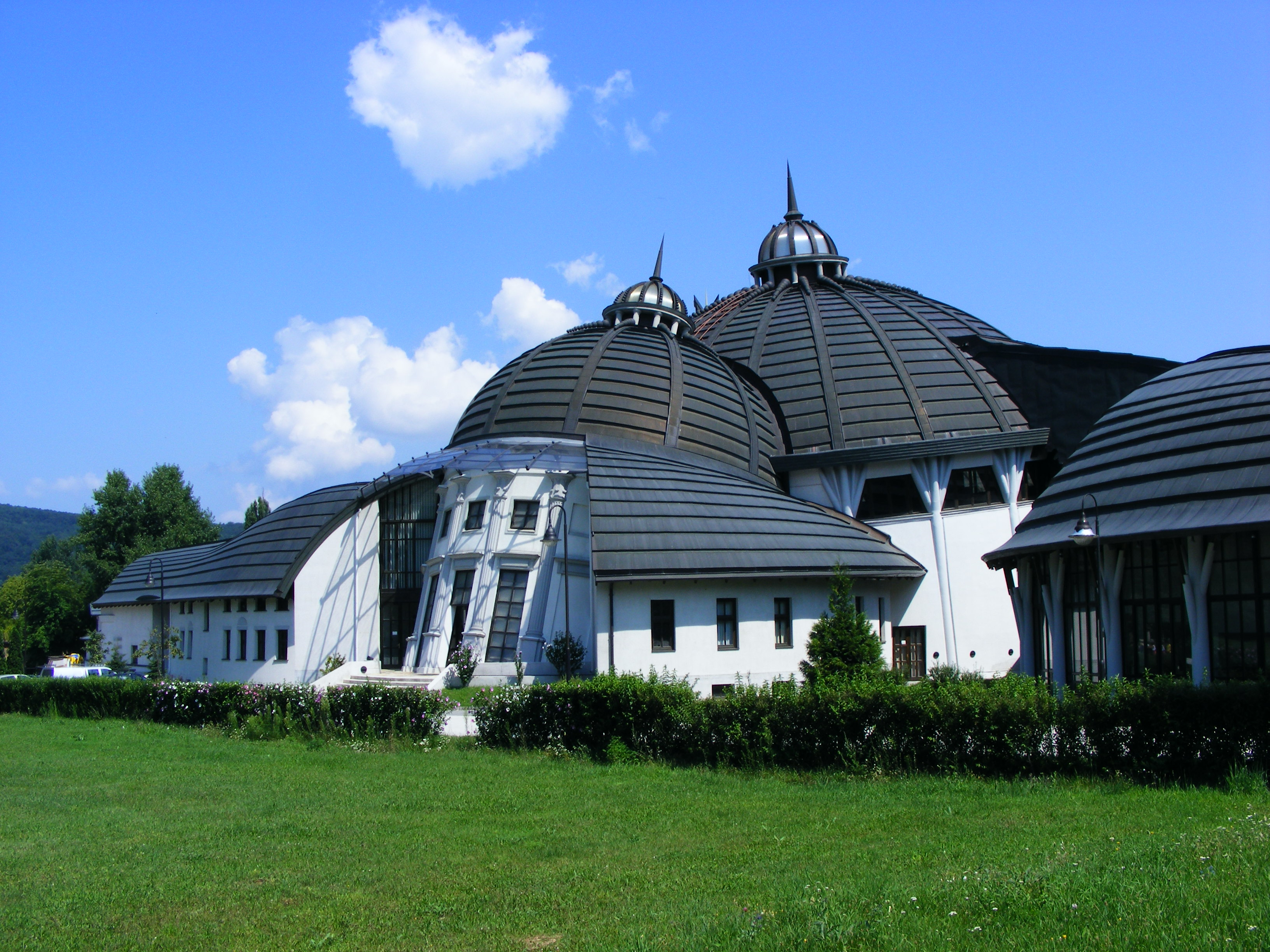
Стефанеум, головна будівля факультету гуманітарних наук
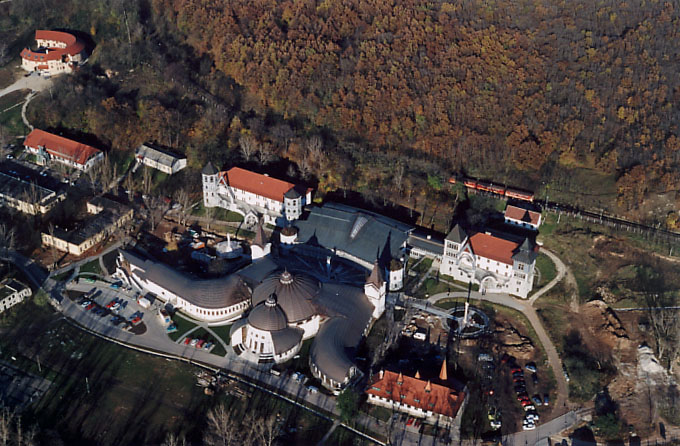
Будівля факультету
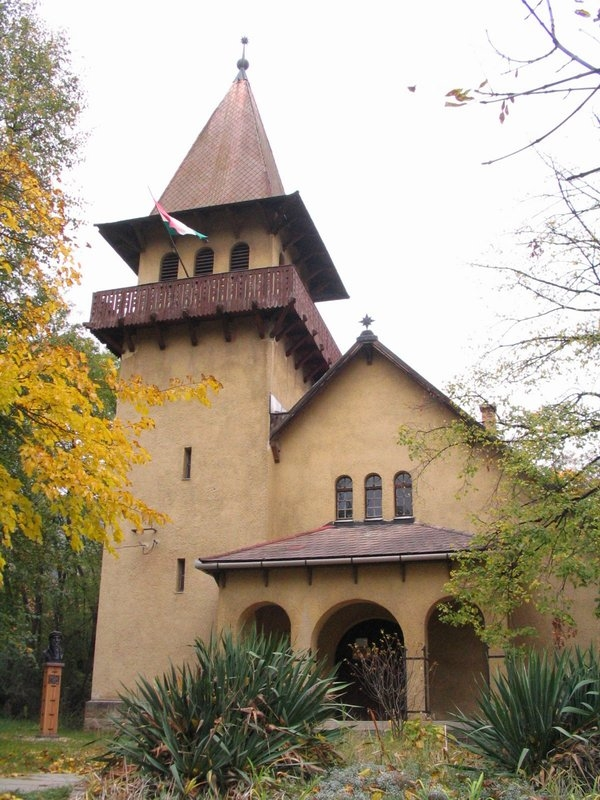
Протестантська церква (1939)
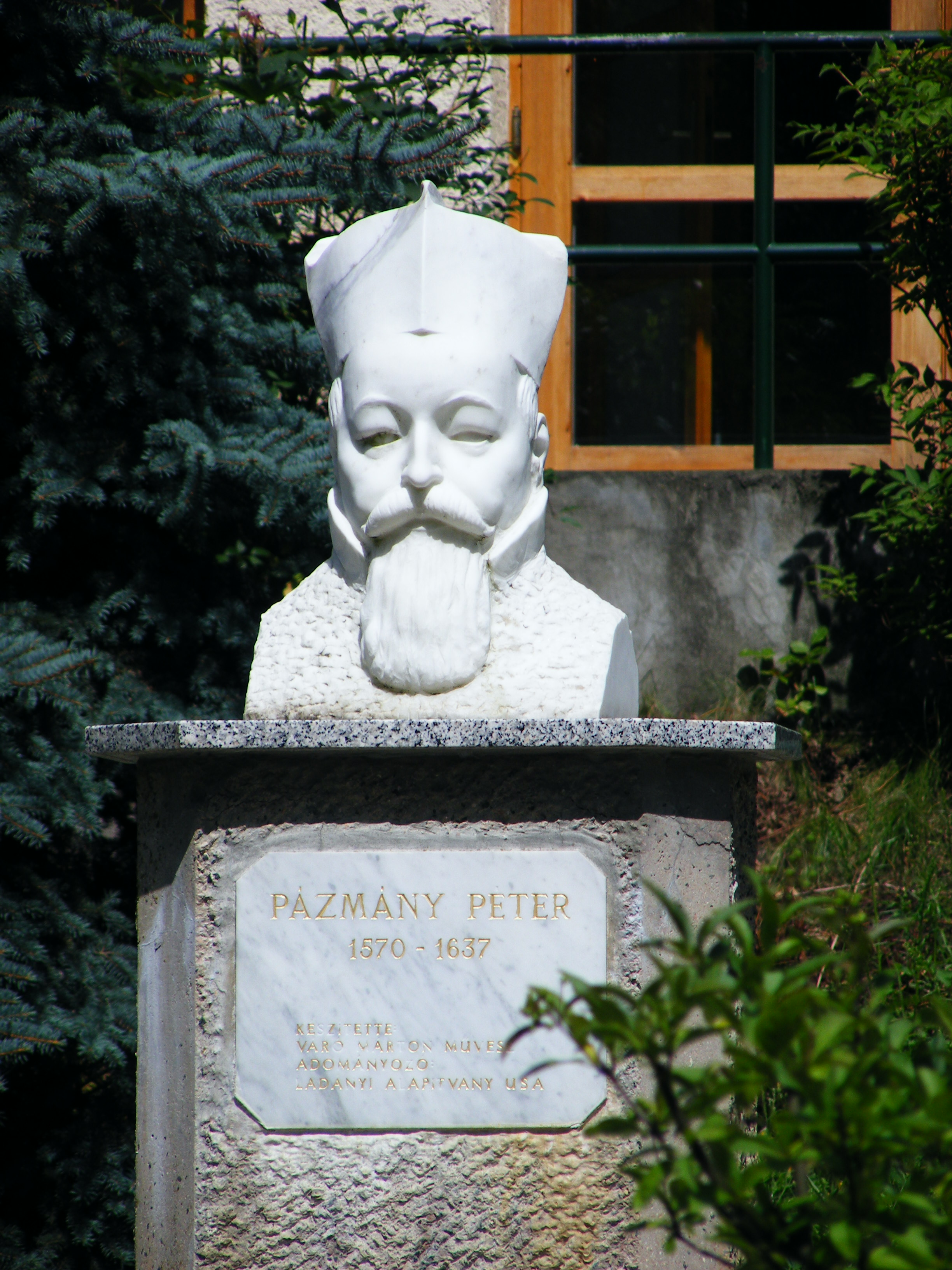
Погруддя Петера Пазманя